# 후지타 소이치 (1914년)
후지타 소이치(일본어: 藤田 宗一, 1914년 8월 20일 ~ 1980년 9월 3일)는 일본의 전 프로 야구 선수이자 야구 지도자이다.

## 인물
오사카부 오사카시 출신으로 호세이 대학 시절인 1936년에 도쿄 지역 6개 대학 야구팀으로 구성된 도쿄 6대학 야구 연맹 춘계 대회에서 타격왕 타이틀을 차지했다. 리그 통산 66경기 출장, 266타수 73안타, 타율 2할 7푼 4리, 0개의 홈런, 41타점을 기록했고, 대학 졸업 후 젠오사카(全大阪)와 콜롬비아에서 선수 생활한 뒤 1950년에 센트럴 리그와 퍼시픽 리그라는 양대 리그가 출범하면서 센트럴 리그 팀인 고쿠테쓰 스왈로스에 입단, 주로 3번 타자로 출전했다. 1953년에 현역 생활을 은퇴한 후 이듬해인 1954년부터 1955년까지 고쿠테쓰 스왈로스의 감독을 2년간 맡았다.
고쿠테쓰에서 퇴단한 이후에는 사회인 야구팀인 닛폰 통운의 감독으로 활동했고 1980년 9월 3일에 향년 66세의 나이로 사망했다.

## 출신 학교
- 고요 중학교(현재의 고요가쿠인 중학교·고등학교)
- 호세이 대학

## 선수 경력
- 젠오사카(全大阪)
- 콜롬비아
- 고쿠테쓰 스왈로스(1950년 ~ 1953년)

## 지도자 경력
- 고쿠테쓰 스왈로스 감독(1954년 ~ 1955년)
- 닛폰 통운 감독

## 연도별 성적
| 연도       | 소속       | 경 기 | 타 석 | 타 수 | 득 점 | 안 타 | 2 루 타 | 3 루 타 | 홈 런 | 루 타 | 타 점 | 도 루 | 도루 실패 | 희생 번트 | 희생 플라이 | 볼 넷 | 고의 사구 | 死 구 | 삼 진 | 병 살 타 | 타 율 | 출 루 율 | 장 타 율 | O P S |
| ---------- | ---------- | ----- | ----- | ----- | ----- | ----- | ------- | ------- | ----- | ----- | ----- | ----- | --------- | --------- | ----------- | ----- | --------- | ----- | ----- | -------- | ----- | -------- | -------- | ----- |
| 1950년     | 고쿠테쓰   | 115   | 502   | 473   | 57    | 136   | 17      | 5       | 11    | 196   | 64    | 18    | 13        | 1         | --          | 27    | --        | 1     | 10    | 12       | .288  | .327     | .414     | .742  |
| 1951년     | 고쿠테쓰   | 77    | 297   | 272   | 21    | 71    | 10      | 2       | 7     | 106   | 46    | 1     | 1         | 1         | --          | 24    | --        | 0     | 7     | 16       | .261  | .321     | .390     | .711  |
| 1952년     | 고쿠테쓰   | 85    | 273   | 255   | 20    | 58    | 15      | 0       | 2     | 79    | 20    | 7     | 2         | 2         | --          | 16    | --        | 0     | 8     | 10       | .227  | .273     | .310     | .583  |
| 1953년     | 고쿠테쓰   | 2     | 2     | 2     | 0     | 0     | 0       | 0       | 0     | 0     | 0     | 0     | 0         | 0         | --          | 0     | --        | 0     | 1     | 0        | .000  | .000     | .000     | .000  |
| 통산 : 4년 | 통산 : 4년 | 279   | 1074  | 1002  | 98    | 265   | 42      | 7       | 20    | 381   | 130   | 26    | 16        | 4         | --          | 67    | --        | 1     | 26    | 38       | .264  | .311     | .380     | .691  |

## 감독 통산 성적
- 260경기 112승 4무 144패(승률 .438)

]]